# Christo Christow (Physiker)
Christo Jankow Christow (bulgarisch Христо Янков Христов; * 12. Juni 1915 in Warna; † 20. März 1990) war ein bulgarischer Physiker.

## Leben
Christow studierte zunächst Physik und Mathematik in Sofia. 1938/39 führte er sein Studium an der Pariser Sorbonne fort. Ab 1952 war er dann als Professor an der Universität Sofia tätig. Ein Studienaufenthalt führte ihn 1956/57 an die Lomonossow-Universität Moskau. 1968 wurde er stellvertretender Direktor an den sowjetischen Vereinigten Instituten für Kernforschung in Dubna. Ab 1972 war er Direktor des Instituts für Kernforschung und Kernenergetik der Bulgarischen Akademie der Wissenschaften.
In seinen wissenschaftlichen Arbeiten befasste er sich mit Problemen der Kristallphysik, der Axiomatisierung physikalischer Theorien sowie der Anwendung der Gruppentheorie in der Quantentheorie. Weitere Arbeiten betrafen mathematische Probleme.
Christow war Träger des Dimitroffpreises.